# White Room
Se även The White Room, ett album av the KLF.
White Room är en psykedelisk rocklåt av gruppen Cream som lanserades 1968. Låten är komponerad av Jack Bruce (musik) och Pete Brown (text). Jack Bruce är även sångare på låten. Låten lanserades som singel i september 1968 och fanns även med på albumet Wheels of Fire. White Room innehåller mycket wah-wah-gitarr samt ett långt gitarrsolo som förkortades på singelversionen av låten. I låtens introsektion förekommer en ovanlig 5/4-delstakt. Texten rör en person som förgäves väntar på en järnvägsstation blandat med surrealistiska tankar.
Låten blev listad som #367 i magasinet Rolling Stones lista The 500 Greatest Songs of All Time.

## Listplaceringar
| Lista (1968-1969) | Position                              |
| ----------------- | ------------------------------------- |
| Australien        | 1 (Go Set)                            |
| Danmark           | 16 (DR "Top 20")                      |
| Finland           | 10                                    |
| Flandern          | 14                                    |
| Frankrike         | 73 (SNEP)                             |
| Kanada            | 2 (RPM)                               |
| Nederländerna     | 2                                     |
| Nya Zeeland       | 2 (NZ Listner)                        |
| Storbritannien    | 28                                    |
| Sverige           | - (Testad på Tio i topp, ej inröstad) |
| USA               | 6 (Billboard Hot 100)                 |
| Vallonien         | 44                                    |
| Västtyskland      | 28                                    |
| Österrike         | 19                                    |